# Tournoi de tennis de Florence
Le tournoi de Florence est un tournoi international de tennis masculin du circuit ATP et féminin de la WTA.
Il a été disputé sur terre battue de 1973 à 1994 à Florence (Italie) sur terre battue. Il est remplacé par le tournoi de Porto à partir de la saison 1995.
En 2018, un tournoi de la catégorie Challenger est organisé à Florence. Il se déroule au mois de septembre ou octobre sur terre battue au Circolo del tennis Firenze 1898.
En octobre 2022, l'ATP décide exceptionnellement de faire jouer un tournoi masculin de catégorie ATP 250 à Florence en remplacement des tournois en Chine (Masters de Shanghai, tournois de Chengdu, Zhuhai et Pékin), annulés en raison des restrictions liées à la pandémie de Covid-19.
En 2023, une 1re édition féminine est créée en catégorie WTA 125.

## Palmarès dames

### Simple
| No | Date       | Nom et lieu du tournoi        | Catégorie | Dotation  | Surface      | Vainqueure      | Finaliste       | Score    |         |
| -- | ---------- | ----------------------------- | --------- | --------- | ------------ | --------------- | --------------- | -------- | ------- |
| 1  | 15-05-2023 | Firenze Ladies Open, Florence | WTA 125   | 115 000 $ | Terre (ext.) | Jasmine Paolini | Taylor Townsend | 6-3, 7-5 | Tableau |

### Double
| No | Date       | Nom et lieu du tournoi       | Catégorie | Dotation  | Surface      | Vainqueures               | Finalistes                   | Score            |         |
| -- | ---------- | ---------------------------- | --------- | --------- | ------------ | ------------------------- | ---------------------------- | ---------------- | ------- |
| 1  | 15-05-2023 | Firenze Ladies Open Florence | WTA 125   | 115 000 $ | Terre (ext.) | Vivian Heisen Ingrid Neel | Asia Muhammad Giuliana Olmos | 1-6, 6-2, [10-8] | Tableau |

## Palmarès messieurs

### Simple
| No | Date       | Nom et lieu du tournoi                           | Catégorie      | Dotation       | Surface        | Vainqueur             | Finaliste             | Score                    |                |
| -- | ---------- | ------------------------------------------------ | -------------- | -------------- | -------------- | --------------------- | --------------------- | ------------------------ | -------------- |
| 1  | 30-04-1973 | , Florence                                       |                | NC $           | Terre (ext.)   | Ilie Năstase          | Adriano Panatta       | 6-3, 3-6, 0-6, 7-6, 6-4  |                |
| 2  | 13-05-1974 | , Florence                                       |                | NC $           | Terre (ext.)   | Adriano Panatta       | Paolo Bertolucci      | 6-3, 6-1                 |                |
| 3  | 12-05-1975 | , Florence                                       |                | 25 000 $       | Terre (ext.)   | Paolo Bertolucci      | Georges Goven         | 6-3, 6-4                 |                |
| 4  | 03-05-1976 | , Florence                                       |                | NC $           | Terre (ext.)   | Paolo Bertolucci      | Patrick Proisy        | 6-7, 2-6, 6-3, 6-2, 10-8 |                |
| 5  | 18-04-1977 | , Florence                                       |                | 30 000 $       | Terre (ext.)   | Paolo Bertolucci      | John Feaver           | 6-4, 6-1, 7-5            |                |
| 6  | 22-05-1978 | , Florence                                       |                | 50 000 $       | Terre (ext.)   | José Luis Clerc       | Patrice Dominguez     | 6-4, 6-2, 6-1            |                |
| 7  | 14-05-1979 | , Florence                                       |                | 50 000 $       | Terre (ext.)   | Raúl Ramírez          | Karl Meiler           | 6-4, 1-6, 3-6, 7-5, 6-0  |                |
| 8  | 12-05-1980 | , Florence                                       |                | 50 000 $       | Terre (ext.)   | Adriano Panatta       | Raúl Ramírez          | 6-2, 2-6, 6-4            |                |
| 9  | 11-05-1981 | , Florence                                       |                | 50 000 $       | Terre (ext.)   | José Luis Clerc       | Raúl Ramírez          | 6-1, 6-2                 |                |
| 10 | 10-05-1982 | , Florence                                       |                | 75 000 $       | Terre (ext.)   | Vitas Gerulaitis      | Stefan Simonsson      | 4-6, 6-3, 6-1            |                |
| 11 | 09-05-1983 | , Florence                                       |                | 75 000 $       | Terre (ext.)   | Jimmy Arias           | Francesco Cancellotti | 6-1, 6-4                 |                |
| 12 | 07-05-1984 | , Florence                                       |                | 75 000 $       | Terre (ext.)   | Francesco Cancellotti | Jimmy Brown           | 6-3, 6-3                 |                |
| 13 | 20-05-1985 | , Florence                                       |                | 80 000 $       | Terre (ext.)   | Sergio Casal          | Jimmy Arias           | 3-6, 6-3, 6-2            |                |
| 14 | 19-05-1986 | , Florence                                       |                | 85 000 $       | Terre (ext.)   | Andrés Gómez          | Henrik Sundström      | 6-3, 6-4                 |                |
| 15 | 18-05-1987 | , Florence                                       |                | 89 400 $       | Terre (ext.)   | Andrei Chesnokov      | Alessandro De Minicis | 6-1, 6-3                 |                |
| 16 | 16-05-1988 | , Florence                                       |                | 93 400 $       | Terre (ext.)   | Massimiliano Narducci | Claudio Panatta       | 3-6, 6-1, 6-4            |                |
| 17 | 22-05-1989 | , Florence                                       |                | 93 400 $       | Terre (ext.)   | Horacio de la Peña    | Goran Ivanišević      | 6-4, 6-3                 |                |
| 18 | 11-06-1990 | Torneo Internazionale Citta di Firenze, Florence | World Series   | 225 000 $      | Terre (ext.)   | Magnus Larsson        | Lawson Duncan         | 6-7, 7-5, 6-0            |                |
| 19 | 10-06-1991 | Torneo Internazionale Citta di Firenze, Florence | World Series   | 225 000 $      | Terre (ext.)   | Thomas Muster         | Horst Skoff           | 6-2, 6-7, 6-4            |                |
| 20 | 08-06-1992 | Torneo Internazionale Citta di Firenze, Florence | World Series   | 235 000 $      | Terre (ext.)   | Thomas Muster         | Renzo Furlan          | 6-3, 1-6, 6-1            |                |
| 21 | 07-06-1993 | Torneo Internazionale Citta di Firenze, Florence | World Series   | 275 000 $      | Terre (ext.)   | Thomas Muster         | Jordi Burillo         | 6-1, 7-5                 |                |
| 22 | 06-06-1994 | Torneo Internazionale Citta di Firenze, Florence | World Series   | 288 750 $      | Terre (ext.)   | Marcelo Filippini     | Richard Fromberg      | 3-6, 6-3, 6-3            |                |
|    | 1995-2017  | Pas de tournoi                                   | Pas de tournoi | Pas de tournoi | Pas de tournoi | Pas de tournoi        | Pas de tournoi        | Pas de tournoi           | Pas de tournoi |
| 23 | 01-10-2018 | Firenze Tennis Cup, Florence                     | Challenger     | 64 000 €       | Terre (ext.)   | Pablo Andújar         | Marco Trungelliti     | 7-5, 6-3                 |                |
| 24 | 23-09-2019 | Firenze Tennis Cup, Florence                     | Challenger     | 46 600 €       | Terre (ext.)   | Marco Trungelliti     | Pedro Sousa           | 6-2, 6-3                 |                |
|    | 2020-2021  | Pas de tournoi                                   | Pas de tournoi | Pas de tournoi | Pas de tournoi | Pas de tournoi        | Pas de tournoi        | Pas de tournoi           | Pas de tournoi |
| 25 | 10-10-2022 | UniCredit Firenze Open, Florence                 | ATP 250        | 612 000 €      | Dur (int.)     | Félix Auger-Aliassime | Jeffrey John Wolf     | 6-4, 6-4                 | Tableau        |

### Double
| No | Date       | Nom et lieu du tournoi                           | Catégorie      | Dotation       | Surface        | Vainqueurs                           | Finalistes                        | Score              |                |
| -- | ---------- | ------------------------------------------------ | -------------- | -------------- | -------------- | ------------------------------------ | --------------------------------- | ------------------ | -------------- |
| 1  | 30-04-1973 | , Florence                                       |                | NC $           | Terre (ext.)   | Paolo Bertolucci Adriano Panatta     | Juan Gisbert Ilie Năstase         | 6-3, 6-4           |                |
| 2  | 13-05-1974 | , Florence                                       |                | NC $           | Terre (ext.)   | Paolo Bertolucci Adriano Panatta     | Róbert Machán Balázs Taróczy      | 6-3, 3-6, 6-4      |                |
| 3  | 12-05-1975 | , Florence                                       |                | 25 000 $       | Terre (ext.)   |                                      |                                   | NC                 |                |
| 4  | 03-05-1976 | , Florence                                       |                | NC $           | Terre (ext.)   | Colin Dibley Carlos Kirmayr          | Péter Szőke Balázs Taróczy        | 5-7, 7-5, 7-5      |                |
| 5  | 18-04-1977 | , Florence                                       |                | 30 000 $       | Terre (ext.)   | Chris Lewis Russell Simpson          | Iván Molina Jairo Velasco         | 2-6, 7-6, 6-2      |                |
| 6  | 22-05-1978 | , Florence                                       |                | 50 000 $       | Terre (ext.)   | Corrado Barazzutti Adriano Panatta   | Mark Edmondson John Marks         | 6-3, 6-7, 6-3      |                |
| 7  | 14-05-1979 | , Florence                                       |                | 50 000 $       | Terre (ext.)   | Paolo Bertolucci Adriano Panatta     | Ivan Lendl Pavel Složil           | 6-4, 6-3           |                |
| 8  | 12-05-1980 | , Florence                                       |                | 50 000 $       | Terre (ext.)   | Gene Mayer Raúl Ramírez              | Paolo Bertolucci Adriano Panatta  | 6-1, 6-4           |                |
| 9  | 11-05-1981 | , Florence                                       |                | 50 000 $       | Terre (ext.)   | Raúl Ramírez Pavel Složil            | Paolo Bertolucci Adriano Panatta  | 6-3, 3-6, 6-3      |                |
| 10 | 10-05-1982 | , Florence                                       |                | 75 000 $       | Terre (ext.)   | Paolo Bertolucci Adriano Panatta     | Sammy Giammalva Jr Tony Giammalva | 7-6, 6-1           |                |
| 11 | 09-05-1983 | , Florence                                       |                | 75 000 $       | Terre (ext.)   | Francisco González Víctor Pecci      | Dominique Bedel Bernard Fritz     | 4-6, 6-4, 7-6      |                |
| 12 | 07-05-1984 | , Florence                                       |                | 75 000 $       | Terre (ext.)   | Mark Dickson Chip Hooper             | Bernard Mitton Butch Walts        | 7-6, 4-6, 7-5      |                |
| 13 | 20-05-1985 | , Florence                                       |                | 80 000 $       | Terre (ext.)   | David Graham Laurie Warder           | Bruce Derlin Carl Limberger       | 6-1, 6-1           |                |
| 14 | 19-05-1986 | , Florence                                       |                | 85 000 $       | Terre (ext.)   | Sergio Casal Emilio Sánchez          | Mike De Palmer Gary Donnelly      | 6-4, 7-6           |                |
| 15 | 18-05-1987 | , Florence                                       |                | 89 400 $       | Terre (ext.)   | Wolfgang Popp Udo Riglewski          | Paolo Canè Gianni Ocleppo         | 6-4, 6-3           |                |
| 16 | 16-05-1988 | , Florence                                       |                | 93 400 $       | Terre (ext.)   | Javier Frana Christian Miniussi      | Claudio Pistolesi Horst Skoff     | 7-6, 6-4           |                |
| 17 | 22-05-1989 | , Florence                                       |                | 93 400 $       | Terre (ext.)   | Mike De Palmer Blaine Willenborg     | Pietro Pennisi Simone Restelli    | 4-6, 6-4, 6-4      |                |
| 18 | 11-06-1990 | Torneo Internazionale Citta di Firenze, Florence | World Series   | 225 000 $      | Terre (ext.)   | Sergi Bruguera Horacio de la Peña    | Luiz Mattar Diego Pérez           | 3-6, 6-3, 6-4      |                |
| 19 | 10-06-1991 | Torneo Internazionale Citta di Firenze, Florence | World Series   | 225 000 $      | Terre (ext.)   | Ola Jonsson Magnus Larsson           | Juan Carlos Báguena Carlos Costa  | 3-6, 6-1, 6-1      |                |
| 20 | 08-06-1992 | Torneo Internazionale Citta di Firenze, Florence | World Series   | 235 000 $      | Terre (ext.)   | Marcelo Filippini Luiz Mattar        | Royce Deppe Brent Haygarth        | 6-4, 6-7, 6-4      |                |
| 21 | 07-06-1993 | Torneo Internazionale Citta di Firenze, Florence | World Series   | 275 000 $      | Terre (ext.)   | Tomás Carbonell Libor Pimek          | Mark Koevermans Greg Van Emburgh  | 7-6, 2-6, 6-1      |                |
| 22 | 06-06-1994 | Torneo Internazionale Citta di Firenze, Florence | World Series   | 288 750 $      | Terre (ext.)   | Jon Ireland Kenny Thorne             | Neil Broad Greg Van Emburgh       | 7-6, 6-3           |                |
|    | 1995-2017  | Pas de tournoi                                   | Pas de tournoi | Pas de tournoi | Pas de tournoi | Pas de tournoi                       | Pas de tournoi                    | Pas de tournoi     | Pas de tournoi |
| 23 | 01-10-2018 | Firenze Tennis Cup, Florence                     | Challenger     | 64 000 €       | Terre (ext.)   | Rameez Junaid David Pel              | Filippo Baldi Salvatore Caruso    | 7-5, 3-6, [10-7]   |                |
| 24 | 23-09-2019 | Firenze Tennis Cup, Florence                     | Challenger     | 46 600 €       | Terre (ext.)   | Luca Margaroli Adil Shamasdin        | Gerard Granollers Pedro Martínez  | 7-5, 66-7, [14-12] |                |
|    | 2020-2021  | Pas de tournoi                                   | Pas de tournoi | Pas de tournoi | Pas de tournoi | Pas de tournoi                       | Pas de tournoi                    | Pas de tournoi     | Pas de tournoi |
| 25 | 10-10-2022 | UniCredit Firenze Open, Florence                 | ATP 250        | 612 000 €      | Dur (int.)     | Nicolas Mahut Édouard Roger-Vasselin | Ivan Dodig Austin Krajicek        | 7-64, 6-3          | Tableau        |